# Karl Ruggaber
Karl Ruggaber (* 12. April 1886 in Habsthal; † 23. Januar 1936 in Stuttgart) war ein deutscher Politiker (SPD).

## Leben
Nach dem Besuch der Volksschule absolvierte Ruggaber eine Schlosserlehre. Er arbeitete als Schlosser im Schussental und engagierte sich zugleich in der Gewerkschaft. Von 1907 bis 1911 war er Vorstandsmitglied des württembergischen Metallarbeiterverbandes und von 1909 bis 1911 Vorsitzender des Gewerkschaftskartells in Ravensburg. Ab 1910 arbeitete er hauptberuflich als Parteisekretär für das Stuttgarter Landessekretariat der SPD, von 1912 bis 1927 in Ulm und von 1927 bis 1933 in Schwenningen am Neckar. Darüber hinaus war er Gauvorsitzender Württemberg des Reichsbanners Schwarz-Rot-Gold. Von 1914 bis 1918 nahm er am Ersten Weltkrieg teil, zunächst als Frontsoldat, dann als Dienstverpflichteter in der Rüstungsindustrie.
Während der Novemberrevolution wurde Ruggaber zum Vorsitzenden des Arbeiter- und Soldatenrates für Ravensburg-Weingarten gewählt. Von 1919 bis 1920 war er Mitglied der Verfassunggebenden Landesversammlung des Freien Volksstaates Württemberg. 1920 wurde er in den Württembergischen Landtag gewählt, dem er ohne Unterbrechung bis 1933 angehörte, zunächst als Abgeordneter für das Oberland, ab 1929 für Schwenningen/Rottweil. Des Weiteren hatte er im Januar 1919 zur Weimarer Nationalversammlung und im Juni 1920 zum Reichstag kandidiert, errang bei den Wahlen jedoch kein Mandat.
Nach der Machtübernahme der Nationalsozialisten wurde Ruggaber im März 1933 in „Schutzhaft“ genommen und bis Oktober 1933 im KZ Heuberg interniert. 1936 starb er an den Folgen der Haft.